# NSTG Troppau
NSTG Troppau (celým názvem: Nationalsozialistische Turngemeinde Troppau) byl německý sportovní klub, který sídlil ve městě Opava v Sudetách anektovaných Německem. Založen byl v roce 1939 po zániku původního sportovního klubu Deutsche SV Troppau. Zanikl v roce 1945 po postupném ústupu německých vojsk z území města. Své domácí zápasy odehrával na stadionu DSV-Platz am Schützenhaus.
Největším úspěchem klubu byla celkem tříletá účast v Gaulize Sudetenland a Gaulize Böhmen-Mähren, jedné ze skupin tehdejší nejvyšší fotbalové soutěže na území Německa.

## Umístění v jednotlivých sezonách
Stručný přehled
Zdroj: 
- 1941–1943: Gauliga Sudetenland Ost
- 1943–1944: Gauliga Böhmen-Mähren/Mähren

Jednotlivé ročníky
Zdroj: 
Legenda: Z – zápasy, V – výhry, R – remízy, P – porážky, VG – vstřelené góly, OG – obdržené góly, +/- – rozdíl skóre, B – body, červené podbarvení – sestup, zelené podbarvení – postup, fialové podbarvení – reorganizace, změna skupiny či soutěže
| Velkoněmecká říše (1941 – 1944) |                              |        |                                                             |                                                             |                                                             |                                                             |                                                             |                                                             |                                                             |                                                             |        |
| Sezóny                          | Liga                         | Úroveň | Z                                                           | V                                                           | R                                                           | P                                                           | VG                                                          | OG                                                          | +/-                                                         | B                                                           | Pozice |
| 1941/42                         | Gauliga Sudetenland Ost      | 1      | 10                                                          | 4                                                           | 1                                                           | 5                                                           | 31                                                          | 30                                                          | +1                                                          | 9                                                           | 4.     |
| 1942/43                         | Gauliga Sudetenland Ost      | 1      | Klub se odhlásil v průběhu sezóny, výsledky byly anulovány. | Klub se odhlásil v průběhu sezóny, výsledky byly anulovány. | Klub se odhlásil v průběhu sezóny, výsledky byly anulovány. | Klub se odhlásil v průběhu sezóny, výsledky byly anulovány. | Klub se odhlásil v průběhu sezóny, výsledky byly anulovány. | Klub se odhlásil v průběhu sezóny, výsledky byly anulovány. | Klub se odhlásil v průběhu sezóny, výsledky byly anulovány. | Klub se odhlásil v průběhu sezóny, výsledky byly anulovány. | 5.     |
| 1943/44                         | Gauliga Böhmen-Mähren/Mähren | 1      | …                                                           | …                                                           | …                                                           | …                                                           | …                                                           | …                                                           | …                                                           | …                                                           | 6.     |